# Qeymās
Qeymās (persiska: قیماس) är en ort i Iran.   Den ligger i provinsen Kermanshah, i den västra delen av landet, 400 km väster om huvudstaden Teheran. Qeymās ligger 1 419 meter över havet och antalet invånare är 134.
Terrängen runt Qeymās är varierad.Runt Qeymās är det ganska tätbefolkat, med 185 invånare per kvadratkilometer. Närmaste större samhälle är Kermānshāh, 18,3 km nordost om Qeymās. Omgivningarna runt Qeymās är i huvudsak ett öppet busklandskap.